# Estación polar científica conjunta Glaciar Unión
La Estación Polar Científica Conjunta Glaciar Unión (E. P. C. C. Glaciar Unión) o Base Glaciar Unión es una base antártica de verano de Chile ubicada en el glaciar Unión (zona solo reclamada por Chile) en los montes Ellsworth. Es operada por el INACH y las tres fuerzas armadas de Chile en forma conjunta, de noviembre a enero. Fue inaugurada el 4 de enero de 2014 por el presidente Sebastián Piñera Echenique.

Esta base junto con la base estadounidense Amundsen-Scott y la base china de Kunlun, son las bases activas más cercanas al Polo Sur. La base chilena se encuentra a unos 1080 km de distancia del Polo.

## Historia
En 2010, comenzó sus operaciones en el sector a la empresa privada estadounidense Antarctic Logistics & Expeditions LLC que opera el aeródromo Campamento Glaciar Unión.
Durante 2013, las estaciones polares de Teniente Arturo Parodi Alister y Antonio Huneeus fueron desmanteladas, trasladando su equipamiento a las corrdenadas de la futura estación. 
Durante la 68° campaña antártica chilena (ECA 50) fue inaugurada la Estación polar científica conjunta Glaciar Unión,  el 4 de enero de 2014, contando con la presencia del Presidente de Chile Sebastián Piñera Echenique.
El 7 de diciembre de 2024, aterrizó por primera vez en la estación un avión P-3ACH Orión de la Armada de Chile, en el marco de la campaña antártica "Hielo V", cuyo principal objetivo es medir el espesor de las plataformas de hielo del Territorio Chileno Antártico para conocer el estado actual de estas y catastrar el impacto del cambio climático en la zona.

## Galería

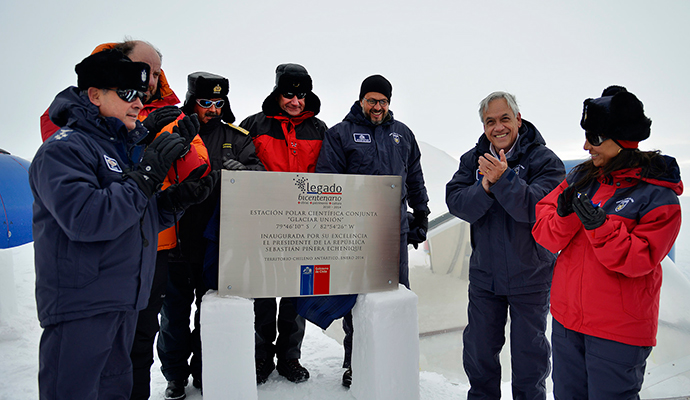
El Presidente de Chile Sebastián Piñera inaugurando la Estación el día 4 de enero de 2014
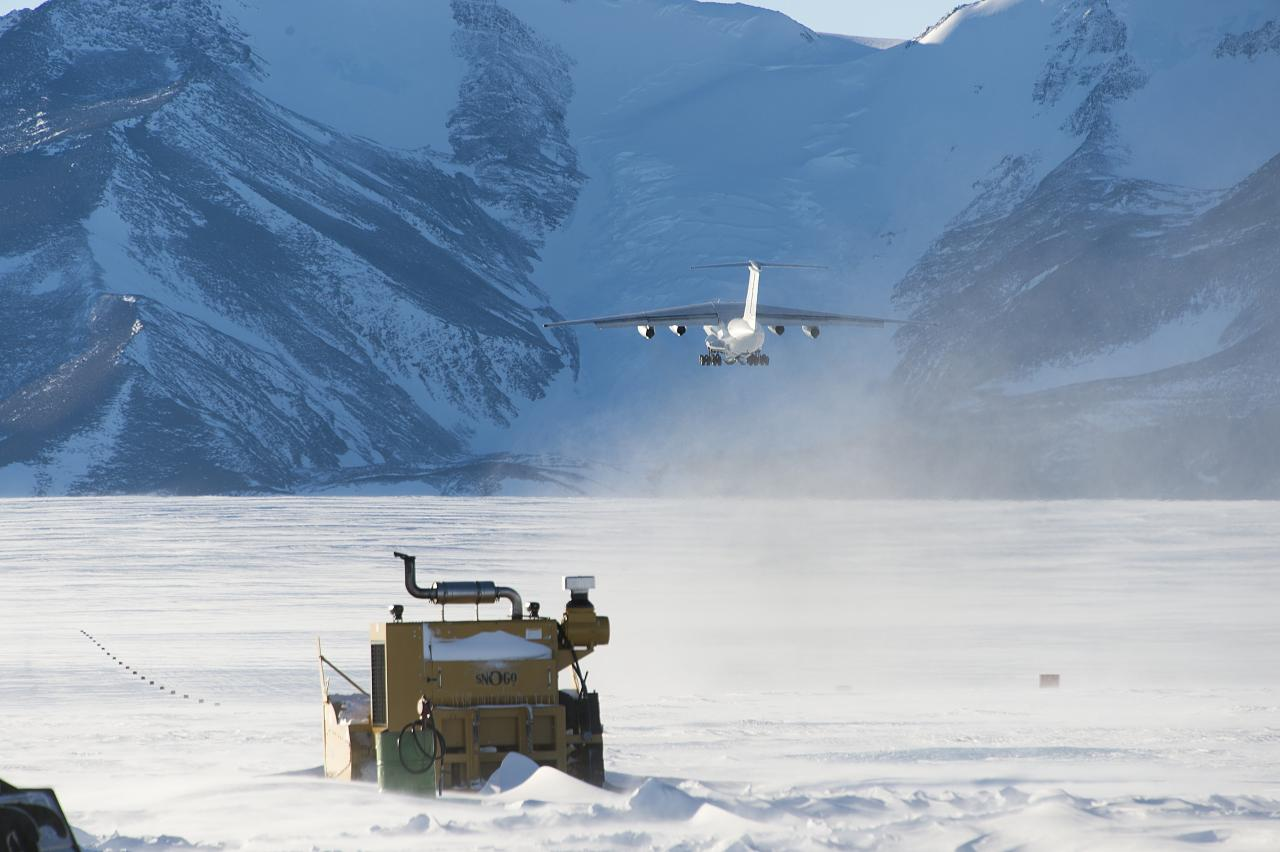
Ilyushin Il-76 de Air Almaty despegando de la pista del aerdodromo Campamento Glaciar Unión.